# هیدیوکی اوتاکه
هیدیوکی اوتاکه (انگلیسی: Hideyuki Otake؛ زادهٔ ۱۶ ژوئیهٔ ۱۹۶۷) بازیکن والیبال اهل ژاپن است.